# Bundesstraße 480
De Bundesstraße 480 (kortweg B480) is een weg in de Duitse deelstaat Noordrijn-Westfalen die een verbinding vormt door het Sauerland tussen de B62 vlak bij Erndtebrück en de A33 bij Bad Wünnenberg. Tevens speelt de weg een belangrijke rol in de ontsluiting van de stad Brilon en de wintersportplaats Winterberg.
Vanwege de drukte tijdens de wintersportmaanden in de dorpen Bigge en Olsberg is er in juni 2005 begonnen aan de bouw van een bypass om deze dorpen heen. Sinds november 2010 is deze nieuwe bypass vrijgegeven voor het verkeer, waardoor de dorpen Bigge en Olsberg van circa 10.000 voertuigen per etmaal ontlast worden. Ook het wintersportverkeer ondervindt sinds de opening een aanzienlijke tijdswinst.
Om ook de dorpen Velmede, Bestwig en Nuttlar te kunnen ontlasten van de grote verkeersstromen is de B480 ten noorden van de bypass van Olsberg als toevoerweg doorgetrokken naar de nieuwe af- en oprit van de A46. Dit nieuwe stuk van de B480 is gezamenlijk met de verlenging van de A46 op 18 november 2019 vrijgegeven voor het verkeer.
B1 · B3 · B7 · B8 · B9 · B10 · B26 · B27 · B35 · B37 · B38 · B39 · B40 · B41 · B42 · B43 · B43a · B44 · B45 · B47 · B48 · B49 · B50 · B51 · B52 · B53 · B54 · B55 · B55a · B56 · B56n · B57 · B58 · B59 · B61 · B62 · B63 · B64 · B65 · B66 · B66n · B67 · B68 · B70 · B80 · B83 · B84 · B219 · B220 · B221 · B223 · B224 · B225 · B226 · B227 · B228 · B229 · B230 · B231 · B233 · B234 · B235 · B236 · B237 · B238 · B239 · B241 · B249 · B250 · B251 · B252 · B253 · B254 · B255 · B256 · B257 · B258 · B259 · B260 · B261 · B262 · B263 · B264 · B265 · B266 · B267 · B268 · B269 · B270 · B271 · B272 · B274 · B275 · B277a · B278 · B279 · B284 · B288 · B323 · B324 · B326 · B327 · B399 · B400 · B403 · B405 · B406 · B407 · B409 · B410 · B411 · B412 · B413 · B414 · B416 · B417 · B418 · B419 · B420 · B421 · B422 · B423 · B424 · B426 · B427 · B428 · B429 · B448 · B449 · B450 · B451 · B452 · B453 · B454 · B455 · B456 · B457 · B458 · B459 · B460 · B469 · B473 · B474 · B475 · B476 · B477 · B478 · B479 · B480 · B481 · B482 · B483 · B484 · B485 · B486 · B487 · B488 · B489 · B499 · B504 · B506 · B507 · B508 · B509 · B510 · B511 · B513 · B514 · B515 · B516 · B517 · B519 · B520 · B521 · B525 · B528 · B611